# Operatie Tonga
Operatie Tonga was tijdens de Tweede Wereldoorlog de codenaam voor de luchtlandingsoperatie ondernomen door het 6e Luchtlandingsdivisie tussen 5 en 7 juni 1944 en was onderdeel van Operatie Overlord.
De eerste parachutisten landden bij de Pegasusbrug, vlak bij de stad Caen. De divisie moest twee strategisch belangrijke bruggen veroveren bij het Caen-kanaal en bij de Orne waardoor de geallieerde infanterie sneller vooruit konden gaan. De divisie moest ook een aantal bruggen vernietigen zodat de Duitsers geen versterkingen konden sturen en ze moesten een paar belangrijke dorpen veroveren. Daarnaast moest de divisie ook de Batterij van Merville aanvallen en vernietigen. Het was een artilleriebatterij die eventueel Sword Beach zou kunnen bombarderen en zware schade toebrengen aan geallieerde troepen tijdens de landing op het strand. Nadat al deze doelstellingen waren bereikt, werd een bruggenhoofd gevestigd om te zorgen voor een verbinding met de oprukkende geallieerde grondtroepen.